# Bayswater (del av en befolkad plats i Australien, Victoria)
Bayswater är en del av en befolkad plats i Australien. Den ligger i kommunen Knox och delstaten Victoria, omkring 27 kilometer öster om delstatshuvudstaden Melbourne. Antalet invånare är 11 240.
Runt Bayswater är det tätbefolkat, med 286 invånare per kvadratkilometer.. Närmaste större samhälle är Rowville, nära Bayswater.
I omgivningarna runt Bayswater växer i huvudsak städsegrön lövskog. Genomsnittlig årsnederbörd är 1 244 millimeter. Den regnigaste månaden är juli, med i genomsnitt 140 mm nederbörd, och den torraste är januari, med 49 mm nederbörd.